# ムスタン王国

ムスタン王国
मुस्ताङ राज्य

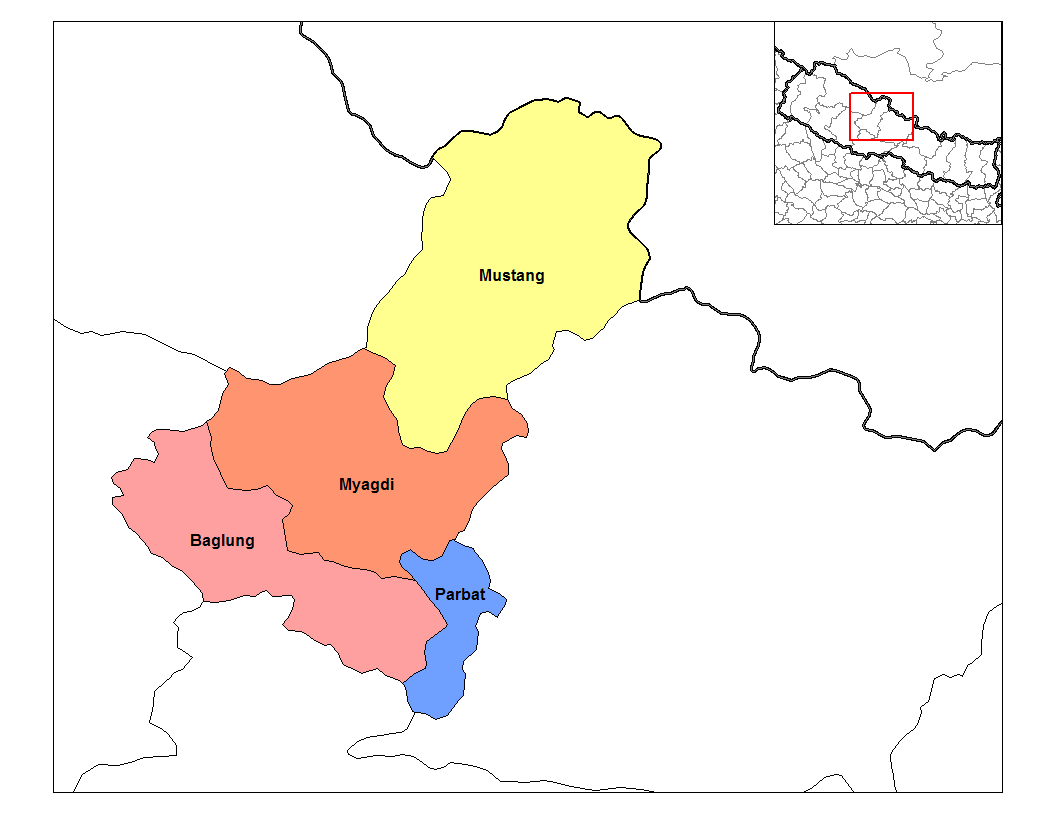
黄色がムスタンの領域

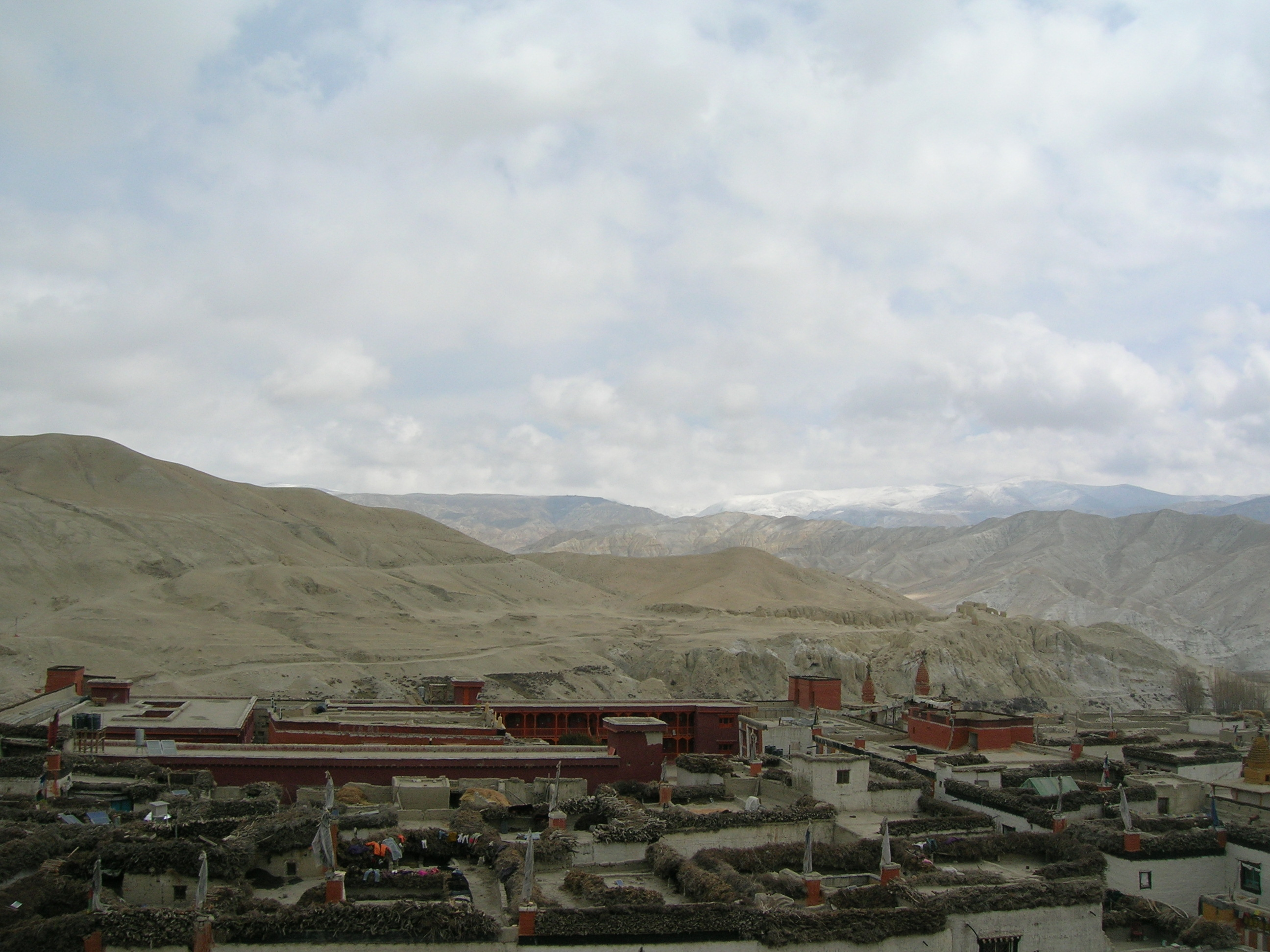
ローマンタン

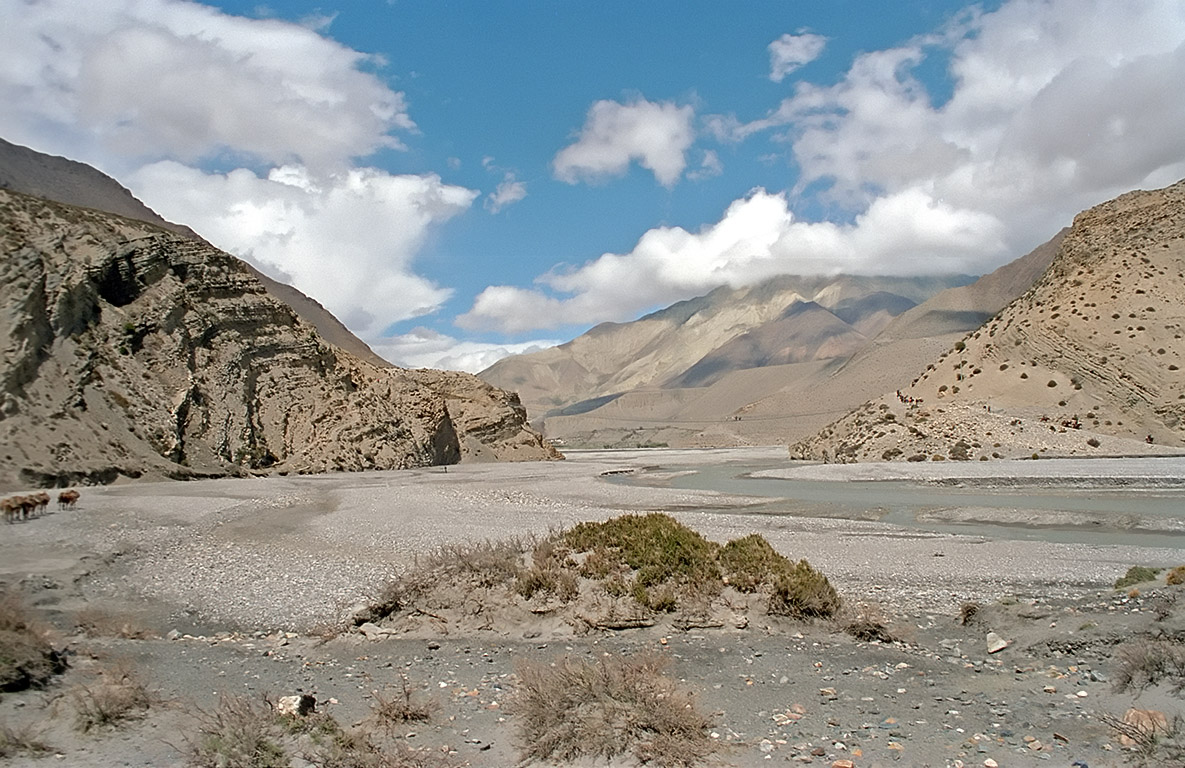
ガンダキ川

ムスタン王国（मुस्ताङ राज्य）（チベット語の音からMun Tanとも綴られる）は、かつて存在したネパール領の自治王国で、2008年まで存続した。首都はローマンタン（Lo-Manthang）。ムスタンとはチベット語で「肥沃な平原」の意味。現在はネパール連邦民主共和国ダウラギリ県ムスタン郡。

## 地勢
ネパールとチベットの国境、ネパール中西部、ダウラギリ地方の北部、ガンダキ川の上流に位置する。南北約81km、東西約64km、面積3,640平方km。ほぼ奈良県と同じ広さである。チベット高原や中央アジアとインド平原を結ぶ回廊にあたるため重要な地点である。
長い間、外国人立ち入り禁止だったために「禁断の王国」とも称される。人口約9,000人で、住民はチベット人のロッパ族（チベット語で「南の人」の意味）である。そのため、王国はロ王国（Kingdom of Lo）とも言う。言語はチベット語。宗教は、チベット仏教を信仰するなど、チベット文化の影響が大きく、長い間鎖国されていたため、チベットの伝統や文化が破壊されずに原型をとどめている。特に1951年、チベットが中国の軍事侵略を受け併合され中国化されると、ムスタンは「チベットの外のチベット」「古き良きチベット」として知られる。

## 歴史
1350年にアメパルがムスタン王国を建設。ゴルカ王・プリトビ・ナラヤンがネパールを統一しネパールでシャハ王朝が生まれた1769年以降も、ムスタン王国はアッパームスタンでロ王国として独立していた。2008年まではネパールで唯一、高度な自治権が与えられていた。最後の国王（称号はラジャまたはギャルポ）は、1930年生まれで1964年に即位したジグメーパルバル・ビスタ（25代目）。妃はチベット、シガツェの貴族の娘。普段国王夫妻はカトマンズに住み、祭などの時にローマンタンに入るという生活であった。2008年10月7日、ネパール政府により藩王制（Rajauta）廃止が決定されたことにより、ジグメーパルバル・ビスタはムスタン国王を退位、ムスタン王国は終焉を迎えた。
この地に欧米が最初に立ち入ったのは1950年代であった。標高2,700mのアンダームスタンと標高3,500m以上のアッパームスタン（北部）に2分され、首都・ローマンタンのあるアッパームスタンは、チベット動乱以来、1991年10月に解禁されるまで長く外国人の立ち入りが禁止されていた。解禁された現在もネパール政府公認の旅行会社を通して申込み、2名上で行動しなければならないという制限がある。以前はリエゾンオフィサー（政府連絡官）の同行が義務づけられたが現在はこちらは廃止された。入域許可費用は10日まで1人500US$、11日目から1日50US$。

## 歴代君主
- アメ パル（1380-?）
- サ ドバン（1656-1710）
- ジ アン（1711-1723）
- クラジス ナムギャル（1723-1728）
- テンジン アンジア（1728-1750）
- アンジア ドルジェ（1750-1797）
- クラシ シンポ（1797-1815）
- ジャムパル グラルス（1815-1837）
- クンダ ノルブ（1837-1857）
- ジャムヤン アングドゥ（1857-1863）
- ジャムヤン バナス（1863-1893）
- ジャムヤン パルバル（1893-1935）
- アングン テンジン トランドゥル（1935-1955）
- アング オンドゥ ニィンポ パルバル（1955-1958）
- アングン テンジン トランドゥル（1958-1964）
- ジグメードルジェ トランドゥル（1964）
- ジグメーパルバル・ビスタ（1964-2008）